# IC 4917-2
IC 4917-2 — галактика типу S (спіральна галактика) у сузір'ї Телескоп.
Цей об'єкт міститься в оригінальній редакції індексного каталогу.